# Daucus decipiens
Daucus decipiens är en växtart i släktet morötter och familjen flockblommiga växter.
Arten är en monokarp perenn ört som förekommer på Madeira. Den beskrevs först som Selinum decipiens av Heinrich Adolph Schrader och Johan Christoph Wendland 1797, och fick sitt nu gällande namn av Krzysztof Spalik, Aneta Wojewódzka, Łukasz Banasiak och Jean-Pierre Reduron 2016.